# 李東河
李 東河（Lee Dong Ha、イ・ドンハ、1942年12月1日 - ）は、韓国の小説家。慶尚北道慶山市出身。

## 略歴
1942年12月1日、慶尚北道慶山市に生まれる。1967年、ソラボル芸術大学文芸創作学科卒業。同年ソウル新聞新春文芸に短編『전쟁과 다람쥐(戦争とリス)』が当選し、登壇した。1968年、公報部主催の公募に『인동(忍冬)』が、『現代文学』が募集した第1回長編小説に『우울한 귀향(憂鬱な帰郷)』が当選した。
1970年代には雑誌社や大学新聞社などで仕事をしながら『모래(砂)』、『도시의 늪(都市の沼)』などの作品を発表した。この時の作品は、戦争による苦しさがテーマだった初期作とは異なり、都市の平凡はサラリーマンの心理を描いたものが多かった。
1980年には、『장난감도시(おもちゃ都市)』、『폭력연구(暴力研究)』など「暴力」をテーマにした作品を発表した。「戦争」と「独裁」という暴力的な状況に置かれた個人の生活を細密に観察して表現した作品だった。李の小説は作家が声を高くして批判したり、積極的に介入せず、読者の判断に任せる「開かれた結末」という特徴がある。

## 年譜
- 1942年12月1日、慶尚北道慶山市に生まれる[1]。
- 1967年、ソラボル芸術大学文芸創作学科卒業、ソウル新聞新春文芸に短編『전쟁과 다람쥐(戦争とリス)』が当選し、登壇。
- 1977年、韓国小説文学賞受賞。
- 1981年、韓国日報韓国創作文学賞受賞。
- 1982年、韓国文学評論家協会賞。
- 1986年、現代文学賞受賞。
- 1993年、第1回呉永寿文学賞受賞。
- 2007年、第24回楽山文学賞受賞。
- 2008年、第9回無影文学賞受賞。
- 2010年～韓国小説家協会理事長。
- 2013年、宝冠文化勲章。

## 代表作品
- 1967年、전쟁과 다람쥐(戦争とリス) [3][4]
- 1968年、인동(忍冬)、우울한 귀향(憂鬱な帰郷)
- 1978年、모래(砂)
- 1980年、도시의 늪(都市の沼)
- 1982年、장난감도시(おもちゃ都市)
- 1986年、저문 골짜기(沈む谷)
- 1987年、폭력연구(暴力研究)
- 1995年、냉혹한 혀(冷酷な舌)
- 1997年、문 앞에서(門の前で)
- 2007年、우렁각시는 알까